# Stefan Nimke
Stefan Nimke (Hagenow, 1 maart 1978) is een Duitse baanwielrenner. Nimke pakte tijdens de Olympische Zomerspelen van 2004 goud op de ploegensprint en brons op 1 km tijdrit. Hij won tijdens het  Wereldkampioenschappen baanwielrennen driemaal de 1 km tijdrit (2003, 2009 en 2011) en eenmaal de ploegsprint (2010). Op 1 december 2011 won de Duitse ploeg bestaande uit Maximilian Levy, René Enders en Stefan Nimke de Wereldbeker wedstrijd op de teamsprint in het Colombiaanse Cali in een nieuw Wereldrecord. Op 6 januari 2012 wordt er bekendgemaakt dat Grégory Baugé zijn Wereldtitels van 2011 moet inleveren in verband met een schorsing. Nimke behaalt zo samen met Maximilian Levy en René Enders de Wereldtitel op de teamsprint. Nimke heeft aangegeven na de Olympische Zomerspelen van 2012 te stoppen. Nimke nam deel aan de Paralympische Spelen van 2016 in Rio de Janeiro. Hij won daar samen met Kai Kruse een bronzen medaille op de tandem .

## Belangrijkste resultaten
1997
- Wereldkampioenschap 1 km Tijdrit

1998
- 1e Wereldbekerwedstrijd Cali 1 km Tijdrit
- 1e Wereldbekerwedstrijd Victoria Ploegsprint (met Jens Fiedler en Jan Van Eijden)
- Wereldkampioenschap Ploegsprint (met Eyk Pokorny en Sören Yves Lausberg)

1999
- Duits kampioenschap 1 km Tijdrit
- Wereldkampioenschap Ploegsprint (met Eyk Pokorny en Sören Yves Lausberg)
- Wereldkampioenschap 1 km Tijdrit

2000
- Olympische Spelen 1 km Tijdrit
- Duits kampioenschap 1 km Tijdrit

2001
- Europeeskampioenschap Ploegsprint (met Carsten Bergemann en Matthias John)
- Duits kampioenschap Sprint

2002
- Duits kampioenschap Ploegsprint (met Carsten Bergemann en Jens Fiedler)

2003
- Wereldkampioenschap 1 km Tijdrit
- 1e Wereldbekerwedstrijd Moskou 1 km Tijdrit

2004
- Duits kampioenschap Ploegsprint (met Carsten Bergemann en Jens Fiedler)
- 1e Wereldbekerwedstrijd Aguascalientes 1 km Tijdrit
- Olympische Spelen Ploegsprint (met Jens Fiedler en René Wolff)
- Olympische Spelen 1 km Tijdrit

2005
- Duits kampioenschap Sprint
- Duits kampioenschap Keirin
- 1e Wereldbekerwedstrijd Moskou Sprint
- 1e Wereldbekerwedstrijd Moskou ploegsprint (Carsten Bergemann en Matthias John)
- Wereldkampioenschap Ploegsprint (met René Wolff en Matthias John)

2006
- Wereldkampioenschap Sprint
- Duits kampioenschap Keirin
- Duits kampioenschap Ploegsprint (met Carsten Bergemann en Benjamin Wittmann)

2007
- Wereldkampioenschap Ploegsprint (met Maximilian Levy en Robert Förstemann)

2008
- 1e Wereldbekerwedstrijd Cali ploegsprint (Carsten Bergemann en Robert Förstemann)
- 1e Wereldbekerwedstrijd Cali 1 km Tijdrit
- Olympische Spelen Ploegsprint (met René Enders en Maximilian Levy)

2009
- Wereldkampioenschap 1 km Tijdrit
- 1e Wereldbekerwedstrijd Manchester 1 km Tijdrit

2010
- Wereldkampioenschap Ploegsprint (met Robert Förstemann en Maximilian Levy)
- Duits kampioenschap Ploegsprint (met Marc Schröder en Tobias Wächter)
- Duits kampioenschap 1 km Tijdrit
- Europees kampioenschap Ploegsprint (met Robert Förstemann en Maximilian Levy)

2011
- Wereldkampioenschap Ploegsprint (met René Enders en Maximilian Levy)
- Wereldkampioenschap 1 km Tijdrit
- Duits kampioenschap 1 km Tijdrit
- Europees kampioenschap Ploegsprint (met René Enders en Robert Förstemann)
- 1e Wereldbeker Cali Ploegsprint (met René Enders en Maximilian Levy)

2012
- 1e Wereldbekerwedstrijd Londen 1 km Tijdrit
- Wereldkampioenschap 1 km Tijdrit

2015
- Wereldkampioenschap baanwielrennen para-cycling, tandem, 1km Tijdrit (met Kai Kruse)

2016
- Paralympische Spelen, tandem, 1km Tijdrit (met Kai Kruse)

2000: Gané, Tournant, Rousseau ·
2004: Wolff, Nimke, Fiedler ·
2008: Staff, Kenny, Hoy ·
2012: Kenny, Hoy, Hindes ·
2016: Hindes, Kenny, Skinner ·
2020: Van den Berg, Büchli, Lavreysen, Hoogland
2024: Van den Berg, Lavreysen, Hoogland